# گمینا تستسوو
گمینا تستسوو (به لهستانی:  Gmina Cyców) یک گمینا در لهستان است که در شهرستان ونچنا واقع شده‌است. گمینا تستسوو ۱۴۷٫۸۷ کیلومتر مربع مساحت و ۷٬۹۳۱ نفر جمعیت دارد.